# Caenis panamensis
Caenis panamensis is een haft uit de familie Caenidae. De wetenschappelijke naam van de soort is voor het eerst geldig gepubliceerd in 2001 door Malzacher.
De soort komt voor in het Neotropisch gebied.